# Typodryas callichromoides
Typodryas callichromoides is een keversoort uit de familie Disteniidae. De wetenschappelijke naam van de soort is voor het eerst geldig gepubliceerd in 1864 door Thomson.